# Vararia racemosa
Vararia racemosa är en svampart som först beskrevs av Edward Angus Burt, och fick sitt nu gällande namn av D.P. Rogers & H.S. Jacks. 1943. Vararia racemosa ingår i släktet Vararia och familjen Lachnocladiaceae.  Arten är reproducerande i Sverige. Inga underarter finns listade i Catalogue of Life.